# Фрёлих, Лоренц
Лоренц Фрёлих (25 октября 1820, Хеллеруп — 25 октября 1908, Копенгаген) — датский художник, гравёр и книжный иллюстратор.
Родился в семье купца; с детства интересовался живописью и, несмотря на протесты семьи, решил сделать её своей профессией. В юности был учеником известных датских художников Мартинуса Рёрбю, Кристена Кёбке и Кристоффера Экерсберга, а также скульптора Германа Вильгельма Биссена. В 1840 году покинул Данию: сначала жил в Мюнхене и Дрездене, где учился у Людвига Рихтера, Йозефа фон Фюриха и Эдуарда Бендемана; затем с 1846 по 1851 год в Италии; а после 22 года в Париже с перерывом в 1856—1858 годах, когда возвращался в Данию. Окончательно возвратился на родину в 1873 году. В 1855 году женился на француженке, после смерти которой в 1873 году и принял решение окончательно возвратиться в Данию; на родине в 1878 году женился во второй раз.
Первоначально Фрёлих рисовал в основном анималистические картины, но за границей обратился к исторической и мифологической живописи. По возвращении на родину выполнил несколько заказов от государственных учреждений, включая крупное полотно «Valdemar II stadfäster jylländska lagen och Fredrik IV mottager slesvigarnas hyllning» для апелляционного суда во Фленсбурге (в то время ещё входившем в состав Дании), роспись фарфоровой композиции «Ägirs döttrar» и гобелена для ратуши Копенгагена, алтарную картину «Herdarnas tillbedjan» для церкви в родном Хеллерупе и потолочные росписи «Gefion plöjer Själland ut ur Sverige», «Gefion plöjer Själland ut ur Sverige» и «Danskarnas vikingatåg» в замке Фредериксборг в 1882 году. В 1877 году стал членом Королевской датской академии изящных искусств, в 1890 году получил звание профессора, в 1894 году звание королевского советника 3-го ранга.
В первую очередь известен как гравёр и книжный иллюстратор, в том числе автор иллюстраций к произведениям детской литературы во Франции и Дании. Иллюстрировал в том числе произведения Ханса Кристиана Андерсена и Жюля Верна, а также «Историю Дании»[da] Фабриция[da]. Наиболее известные жанровые картины — «Dagen efter den lilles födelse», «olberg bevistar en teaterrepetition», «Backantisk», «Satyrfamilj», а также завершённая в 1883 году серия иллюстраций к скандинавским сагам «Nordens gudar». Имел множество наград, в том числе орден Данеброг (1857 год), Крест чести Данеброга[en] (1898) и звание командора этого ордена 2-й степени (1901 год).